# Partamona aequatoriana
Partamona aequatoriana là một loài Hymenoptera trong họ Apidae. Loài này được Camargo mô tả khoa học năm 1980.